# Плыцьвя
Плыцьвя (пол. Płyćwia) — железнодорожная станция в селе Плыцьвя в гмине Годзянув, в Лодзинском воеводстве Польши. Имеет 2 платформы и 2 пути. 
Станция 3-го класса построена на линии Варшаво-Венской железной дороги и открыта 1 ноября (20) октября 1845 года, когда эта территория была в составе Царства Польского, в 1868 году станции присвоен 2-й класс, в 1889 году у станции 4-й класс.
В 1876 году окончена перестройка  пассажирского здания.
В 1880 году от станции был проложен подъездной путь к копи гравия "Плыцьвя" длиной 1,160 вёрст, данная ветка разобрана в 1882 году.
В 1896 году устроен  подъездной путь к копи гравия "Сломков" длиной 2,633 версты.